# Skies of America
Skies of America ist ein großorchestrales Album des Jazzmusikers und Komponisten Ornette Coleman, das 1972 entstand.

## Entstehungsgeschichte
Coleman, der bereits Anfang der 1960er Jahre an Third-Stream-Experimenten von Gunther Schuller beteiligt war, hatte sich schon seit 1962 dem Publikum auch als Komponist von zeitgenössischer Kammermusik vorgestellt und diese auch in mehreren Alben präsentiert. Im Mai 1967 hatte er die durch ein Guggenheim-Stipendium unterstützten, allerdings nicht auf Platte dokumentierten „Inventions of Symphonic Poems“ aufgeführt. Für eine weitere sinfonische Arbeit, die 1968 fertiggestellte Sun Suite of San Francisco fand er keine Gelegenheit zur Aufführung. Anfang der 1970er Jahre war er zudem an den Streicherarrangements für Alice Coltranes Album Universal Consciousness beteiligt. Erst durch seinen Vertrag beim Major-Label Columbia, den er seit 1971 hatte, sah er sich in der Lage, ein großformatiges „Concerto grosso“ für Sinfonieorchester und Jazzcombo einzuspielen, was „wohl nur mit den Mitteln eines großen Medienkonzerns durchführbar war“.
Im Herbst 1971 hatte Coleman die Komposition von Skies of America abgeschlossen und ging mit seinem Quartett auf Europatournee, die er auch für die Suche nach Dirigenten und Orchestern nutzte, mit denen er das Werk aufführen konnte. In London wurde er fündig.
Nach nur zwei Proben mit dem London Symphony Orchestra wurde die Komposition vom 17. bis zum 20. April 1972 in London eingespielt. Angeblich boykottierten einige Mitglieder des Orchesters die Einspielung. Aufgrund der Vorschriften der britischen Musikergewerkschaft erwies es sich zudem nicht als möglich, dass die Komposition so, wie geplant, mit dem Quartett von Coleman aufgenommen werden konnte. Das Stück konnte „nur in einer abgeänderten Version mit Coleman als einzigem Solisten aufgenommen“ werden; so wurde der geplante Charakter eines „Concerto grosso“ zerstört. Die Gewerkschaft verhinderte auch „die geplante Uraufführung des Stückes in London“. Die Uraufführung fand dann im Rahmen des Newport Jazz Festivals am 4. Juli 1972 mit Colemans Quartett und dem American Symphony Orchestra unter Leitung von Leon Thompson statt; dort dauerte das Stück 54 Minuten.
Columbia bestand darauf, dass das Stück von der Jazzabteilung veröffentlicht wurde; zusätzlich wurde das Stück entlang der Motivik in verschiedene „Songs“ unterteilt, so dass es einfacher in Radiosendungen gespielt werden konnte. Letztlich erhielt Skies of America aber so einen ähnlichen Charakter wie eine suitenhafte Jazzkomposition. Nach Ansicht Colemans hat die Plattenfirma versucht, es nicht wie eine Sinfonie aussehen zu lassen, wobei er auch rassistische Gründe unterstellte. Die sich ergebenden „Songs“ waren z. T. weniger als eine Minute lang. Zwei dieser „Songs“ wurden schließlich ausgelassen, so dass nur ein Teil der Gesamtkomposition auf Platte veröffentlicht wurde. Die Veröffentlichung des Albums wurde daher von Coleman nicht autorisiert.

## Struktur der Komposition
Wie Coleman in seinen Liner Notes betont, hat der insgesamt recht helle Orchesterklang einen programmatischen Hintergrund: „Die Stimmen des Orchesters sind in sehr heller Lage geschrieben, weil ich wollte, dass das Orchester ein sehr klares Erd- und Himmelsbild des Klangs und ein Gefühl von Nacht, Sternen und Tageslicht erzeugt.“
In dem Stück fallen dichte, blockhafte Ensemblesätze auf, die rhythmisch verschieden, aber in sich geschlossen sind und geschichtet werden. Typisch für Colemans „harmolodische“ Herangehensweise (die er in den Liner Notes erstmals als solche benennt) ist die Parallelbewegung der Stimmen in gleichbleibenden Notenwerten.
Erst am Ende der (auf LP) ersten Plattenseite gesellt sich Coleman zum Orchester. Er ist nur in insgesamt sieben der 21 „Songs“ mit dem Sinfonieorchester zu hören und dabei „um ein einfaches, klares Spiel bemüht“. Der Klang des Orchesters wird von zwei an den Seiten postierten Schlagwerkern flankiert: Im linken Kanal ein Pauker, der gelegentlich auch Tomtoms spielt; im rechten Kanal wird ein Jazz-Schlagzeug bedient. „Ihr Spiel scheint weniger von notierten Vorgaben gesteuert zu werden als das der Bläser und Streicher.“
Einige der Motive sind bereits von früheren Alben Colemans her bekannt: das Thema des dritten „Song“-Teils als „School Work“ (später „Dancing in Your Head“), das Thema des siebten Teils als „Forgotten Songs“ und das Thema des zehnten Songs als „Street Woman“; das Thema des achten Teils beruht auf „All My Life“. „The New Anthem“ nimmt Motive der amerikanischen Nationalhymne The Star-Spangled Banner auf, wendet sie dabei jedoch „subversiv“.

## Kritiken
Bob Palmer, der selbst schon mit Coleman gespielt hatte, betonte in seiner Rezension für den Rolling Stone, dass es Coleman mit Hilfe seiner Harmolodics gelinge, „das London Symphony Orchestra zu einer Erweiterung seiner einzigartigen Sensibilität zu machen“. Colemans Modulationen hätten „einen frischen, manchmal abrupten Klang, der ein Ergebnis der Unterordnung der akkordischen Untermauerung, auf der die meiste Musik [des Albums] basiert, unter die Bewegung der Melodie zu sein scheint.“ Am Beeindruckendsten von Skies of America sei „sein emotionales Gewicht. Die Blues-Qualität eines großen Teils der Jazzmusik lässt sich kaum in symphonisches Schreiben übertragen, aber Coleman ist seit langem als Spieler mit Blues-Feeling … bekannt, und er setzt in Skies bestimmte Intervalle ein, die ‚eine menschliche Qualität‘ haben, Intervalle, die er ursprünglich auf seinem Saxophon entdeckt hat. Diese Musik wird nur wenige Zuhörer unbewegt lassen, und sie lässt Raum für eine Vielzahl von persönlichen Reaktionen auf die negativen und positiven Qualitäten des Lebens unter dem amerikanischen Himmel.“
Auch Kritiker John Rockwell betont die ruhigen Akkorde des Werkes und damit die Entsprechung zu den amerikanischen Folk-Sinfonien; er verweist auf Ähnlichkeiten zu Charles Ives. Nach Ansicht von Colemans Biograph Peter Niklas Wilson ist Skies of America „Colemans gewichtigstes sinfonisches Werk“. Thom Jurek von Allmusic bewertete das Werk mit vier von fünf Sternen und betonte, dass es sich immer noch um „lohnende und gefährliche Musik“ handelt.

## Trackliste
1. Skies of America – 2:49
2. Native Americans – 1:10
3. The Good Life – 1:33
4. Birthdays and Funerals – 3:13
5. Dreams – 0:51
6. Sounds of Sculpture – 1:20
7. Holiday for Heroes – 1:10
8. All of My Life – 3:08
9. Dancers – 1:17
10. The Soul within Woman – 0:47
11. The Artists in America – 3:54
12. The New Anthem – 0:31
13. Place in Space – 2:44
14. Foreigner in a Free Land – 1:19
15. Silver Screen – 1:10
16. Poetry – 1:15
17. The Men Who Live in the White House – 2:48
18. Love Life – 4:34
19. The Military – 0:32
20. Jam Session – 0:39
21. Sunday in America – 4:29